# Жена фараона (фильм)
«Жена фараона» (нем. Das Weib des Pharao) — немой исторический немецкий фильм режиссёра Эрнста Любича, вышедший на экраны в 1922 году. Лента была последней работой Любича перед его эмиграцией в США в 1923 году.

## Сюжет
Фараон-тиран Аменес (Эмиль Яннингс) влюблён в греческую рабыню Феониду и отказывается вернуть девушку её законному владельцу — эфиопскому царю Самлаку (Пауль Вегенер). По этой причине между двумя народами начинается кровавая война. Однако Феонида не любит фараона и предпочитает ему юношу по имени Рамфис. Любовников, которые преодолевают все невзгоды, забрасывает камнями толпа, а Аменес умирает от сердечного приступа.

## В ролях
- Эмиль Яннингс — Аменес, царь Египта
- Пауль Бинсфельдт — Менон, визирь
- Фридрих Кюне — Верховный жрец
- Альберт Бассерман — Сотис, зодчий
- Харри Лидтке — Рампис, сын Сотиса
- Пауль Вегенер — Самлак, царь эфиопив
- Лида Салмонова — Македа, дочь Самлака
- Дагни Серваэс — Феонида, рабыня-гречанка
- Мади Кристианс
- Эльза Вагнер

## Производство
Для съёмок фильма в окрестностях Берлина были построены полномасштабные декорации «египетского» города — крепостные ворота, улица, площадь, дворец фараона. Декорации и роскошные костюмы были созданы постоянным художником Любича Али Губертом. Для участия в фильме было задействовано более 10000 статистов. Съёмки велись несколькими камерами, одна из которых была установлена в гондоле воздушного шара. Основным техническим новшеством было использование новых американских осветительных ламп для съёмки ночных и тёмных сцен.

## Премьера
Премьера фильма состоялась в Нью-Йорке (США) 22 февраля 1922 года; в Германии — 14 марта 1922.
17 сентября 2011 года в Германии состоялась премьера восстановленной версии фильма. 18 октября того же года восстановлена версия вышла в США.

## Реконструкция
Долгое время существовала только черно-белая сокращённая версия фильма. Работы по реставрации этой ленты и поиска недостающих частей заняли почти 10 лет. И все же 600 из почти 3000 метров плёнки так и остались не найденными. Но это не единственный кусок, а отдельные небольшие фрагменты по всему фильма. При восстановлении они были заполнены надписями и фотографиями. В 2011 году состоялась премьера отреставрированной версии в берлинском Новом музее с оркестром, который исполнял музыку Эдуарда Кюннеке, написанную специально для фильма в 1921 году. Одновременно эта отреставрированная версия была показана телевизионным каналом ARTE.